# Daniel Alejandro Torres
Daniel Alejandro "Dani" Torres Rojas (15 de novembre de 1989) és un futbolista professional colombià que juga de migcampista.

## Trajectòria

### Inicis
Va néixer en el municipi de Càqueza al orient del departament de Cundinamarca, al centre de Colòmbia. Fou allà on es crià en una família humil, que residia en una tenda de menjar administrat per la seva mare. En el municipi, ell vivia en una petita casa juntament amb la seva mare, l'àvia, sa germana i son cosí. En aquest pobla va ser un va començar a jugar al futbol des de ben petit, i a l'edat de 15 anys; va entrar en les divisions inferiors del Santa Fe, el club del qual ell es considera aficionat. Començà a juntar el futbol amb els estudis. Un cop va acabar l'escola, i no tenint oportunitats amb l'equip profefssional, es retirà del futbol durant un temps; i ajudar a la seva mare en la tenda.
Llavors el tècnic de les inferiors Arturo Levya va arribar fins a la tenda per intentar-lo convèncer que havia de tornar a jugar. Amb el suport de la seva família va tornar a jugar a l'equip i, amb molt d'esforç i bon joc, va acabar obtenint una nòmina professional.

### Santa Fe
Després de diversos anys jugant en les inferiors, aconsegueix debutar vestint la samarreta cardenal en el Torneig Obertura de l'any 2008, quan va jugar 66 minuts contra l'Amèrica de Cali, en un partit en què el Santa Fe va perdre 3-0 com a visitant. En el seu primer any com a professional, Daniel va aconseguir jugar 5 partits que es van repartir entre el Torneig d'Obertura i el Torneig de Clausura. El 2009, va millorar el seu nivell i va aconseguir ser titular en l'equip de Bogotà durant una part de l'any. En aquest any, Daniel anava fent mèrits per ser titular indiscutible, ja que va ser important perquè el Santa Fe guanyés el títol de la Copa Colòmbia. Així, va aconseguir el seu primer títol com a professional.
Amb sacrifici, força i molt d'ordre dins del camp de joc; es va convertir en titular de l'equip cardenal (Santa Fe) per al segon semestre on va tenir molt bones actuacions sota el comandament del professor Néstor Otero. Així, el jugador cundinamarqués, va acabar la seva primera etapa en l'equip albirrojo, ja que per a l'any 2011, Torres va passar a jugar a l'Atlético Nacional.

### Atlético Nacional
El gener de 2011, Daniel va deixar Bogotà, per anar-se a jugar a Medellín; on al principi va ser tingut en compte pel tècnic Santiago Escobar, però a poc a poc va anar quedant-se sense jugar; a més va tenir problemes amb l'alcohol, que va ser el principal problema perquè l'equip el tornés al Santa Fe.

### Santa Fe
De nou el Santa Fe li va obrir els braços en els moments difícils, i el van anunciar com un reforç per a l'any 2012. D'ara endavant Daniel Torres va ser titular indiscutible de l'equip sent un dels jugadors més destacats durant el primer semestre que va acabar amb la conquesta del Torneig d'Obertura, i acabant així 36 anys i mig sense títols de lliga per a l'Independiente Santa Fe. Cal destacar que fou un dels jugadors més destacats en aquest semestre, i que aquest nivell el mantindria durant la resta de l'any. Pel 2013, Torres va ajudar el Santa Fe a guanyar la Superlliga de Colòmbia, i també forma part del planter que arriba a semifinals de la Copa Libertadores. El 2014, després de la renúncia del tècnic Wilson Gutiérrez, arriba l'argentí Gustavo Costes, qui ajuda al Daniel a recuperar el seu millor nivell. A finals d'any, l'Independiente Santa Fe guanya el Torneig de Finalització, amb Torres com un dels millors jugadors de la plantilla. El 2015, el Santa Fe guanya la seva segona Superlliga de Colòmbia, i té una destacada participació a la Copa Libertadores; on arribaria fins als quarts de final, i on Torres va demostrar estar a un gran nivell. Després de diversos anys defensant la samarreta cardenal, Daniel Alejandro deixa el Santa Fe, i és confirma com a nou jugador de l'Independiente Medellín.

### Independiente Medellín
Després de sortir del Santa Fe, va arribar a la capital del departament d'Antioquia, per reforçar la meitat del camp de l'Independiente Medellín. El seu debut amb l'equip vermell de Medellín va ser el dissabte 11 de juliol de 2015 enfront de l'Once Caldas amb una molt bona actuació. Daniel Torres es va apoderar de la capitania de l'Independiente Medellín en el Torneig Finalització del 2015, va ser el jugador que més partits jugà amb l'equip.
El seu primer gol el marcaria el 2 de novembre marcant l'empat a un gol en la visita a l'Alianza Petrolera amb un tir penal fortament criticat. Tornarà a marcar cinc dies després en la victòria per 2-0 sobre el Millonarios. Li donaria l'empat a l'Independiente Medellín el 28 de febrer de 2016 en el clàssic davant de l'Deportivo Cali.
Gràcies a les seves bones actuacions, surt convocat per a la Selecció de Colòmbia. Al 2016, Daniel segueix amb un gran nivell i va tenir molt bons partits, sent també un dels millors jugadors de la Liga Águila. Torres va acabar de la millor manera el primer semestre del 2016, aconseguint el títol del Torneig Obertura; sent un dels millors jugadors del semestre.

### Deportivo Alavés
El 19 de juliol de 2016 és anunciat com a nou jugador de Deportivo Alavés de la primera divisió d'Espanya per un contracte de quatre anys. Debutaria el 21 d'agost en l'empat a un gol davant l'Atlètic de Madrid jugant tot el partit. El 27 de maig de 2017, el de Cáqueza, es proclama subcampió de la Copa del Rei després de perdre a la final davant el FC Barcelona per 3-1.
Després d'una bona primera temporada al conjunt basc, a partir de llavors començà a comptar amb menys minuts per als seus diferents entrenadors: Luis Zubeldia, Gianni De Biasi i Abelardo Fernández.

### Albacete Balompié
El 31 de gener de 2019 es confirma com a nou jugador de l'Albacete Balompié de la Segona Divisió d'Espanya fins a final de temporada. Debuta el 2 de febrer a la victòria 3-1 com a visitants contra el Córdoba CF sent titular.

## Clubs
| Club                   | Pais     | Any            |
| ---------------------- | -------- | -------------- |
| Santa Fe               | Colòmbia | 2007 - 2011    |
| Atlético Nacional      | Colòmbia | 2011           |
| Santa Fe               | Colòmbia | 2012 - 2015    |
| Independiente Medellín | Colòmbia | 2015 - 2016    |
| Deportivo Alavés       | Espanya  | 2016 - 2019    |
| Albacete Balompié      | Espanya  | 2019           |
| Real Zaragoza          | Espanya  | 2020 - present |